# David Gordon-Krief
Pour les articles homonymes, voir Krief.
David Gordon-Krief est un avocat français né le 20 mars 1964 à Neuilly-sur-Seine. Il est associé gérant du cabinet UGGC Avocats. Il a été président de l’Union nationale des professions libérales (UNAPL) entre 2010 et 2013, succédant à ce poste à Alain Vaconsin. Son successeur à la présidence de l'UNAPL est Michel Chassang, élu le 7 février 2013.

## Biographie

### Formation et débuts professionnels
Étudiant à l’Université de Paris X, David Gordon-Krief obtient une maîtrise de droit privé (1985) puis un DESS de droit du commerce international. Il est reçu au Barreau de Paris en 1988 et obtient par la suite un LLM à l’Université Columbia (1990).
Après avoir obtenu son barreau à Paris, David Gordon-Krief exerce en tant qu'avocat dans les cabinets Jeantet & Associés puis Simeon Moquet Borde à Paris. En 1990, il rejoint les États-Unis, pour travailler au sein du cabinet Milbank Tweed Hadley & Mc Cloy.
Il retourne à Paris en 1991 où il rejoint Moquet Borde & Associés. En 1993, il devient associé gérant pour le cabinet créé par son grand-père en 1934, qui deviendra par la suite SBKG & associés. Il se spécialise alors dans trois domaines : le Private Equity, l’immobilier et le contentieux stratégique des affaires. Il rejoint, en janvier 2017, le cabinet UGGC Avocats, dont il est désormais l’un des associés gérants.

### Carrière professionnelle
David Gordon-Krief a occupé plusieurs postes au sein des instances représentatives de la profession d’avocat : 
- Président de l’Union des jeunes avocats de Paris de 1997 à 1998[10]
- Membre du Conseil de l’Ordre des Avocats de Paris de 1999 à 2001[11]
- Président de la Fédération nationale des unions de jeunes avocats en 2002[12]
- Chargé d'une missions pour la création de la Fondation pour la promotion du droit continental confiée par le ministre de la Justice, Dominique Perben, en 2005[8]
- Membre de la section des relations extérieures du Conseil économique et social (2007-2008)[8]
- Vice-président de l’Union nationale des professions libérales (UNAPL) de 2003 à 2010[13]
- Président de l’Union nationale des professions libérales (UNAPL) 2010-2013[14]
- Président du Groupe des professions libérales au Conseil économique, social et environnemental[15]
- Président de l’Institut Français d’Experts Juridiques Internationaux (IFEJI)

Au sein du Conseil économique, social et environnemental, il préside le Groupe des professions libérales et s’est vu confier l’avis sur la réforme de la dépendance des personnes âgées. Plus récemment[Quand ?] il a été rapporteur au sein du CESE de l'avis sur l'influence de la France par le droit.
En tant que président de l’UNAPL, il a lancé le 12 avril, avec le Président de la République, un Tour de France des Professions Libérales sur l’année 2011 qui aura fait étapes dans près de 50 villes du territoire métropolitain et d’outre-mer.
Il défend la reconnaissance des professionnels libéraux comme chefs d’entreprises et l’implantation dans chaque département d’une Maison des professions libérales (projet porté par l’UNAPL).
Ces engagements l'on conduit à se présenter aux élections du bâtonnat de Paris en juin 2015 avec Hubert Flichy, avocat en droit social fondateur du cabinet Flichy Grangé Avocats, sous l'étiquette Nous Avocat. Il est battu par Frédéric Sicard et Dominique Attias au second tour.

### Engagements politiques
Il fut le candidat de l'Union pour un Mouvement Populaire (UMP) aux élections législatives de 2012 dans la 5e circonscription de Gironde. Il obtient 38,09 % des voix au second tour face à la candidate socialiste Pascale Got.
Le 1er mai 2017, il signe l'appel d'avocats se prononçant en faveur du vote pour Emmanuel Macron au second tour de l'élection présidentielle de 2017.

### Décorations
- Chevalier dans l’ordre national de la Légion d’honneur, 2003[22]
- Officier dans l’ordre du Mérite, 2008[23]